# Felixstowe F5L
Le Felixstowe F5L était un hydravion militaire biplan bimoteur américain des années 1910 et 1920. Il appartenait à la série des hydravions Felixstowe F conçus au cours de la Première Guerre mondiale au Royaume-Uni par John C. Porte, à la Seaplane Experimental Station (en) (ex-RNAS Felixstowe), pour une production aux États-Unis.
Une version civile de cet avion fut également conçue, connue sous le nom d'Aeromarine 75.

## Conception et développement

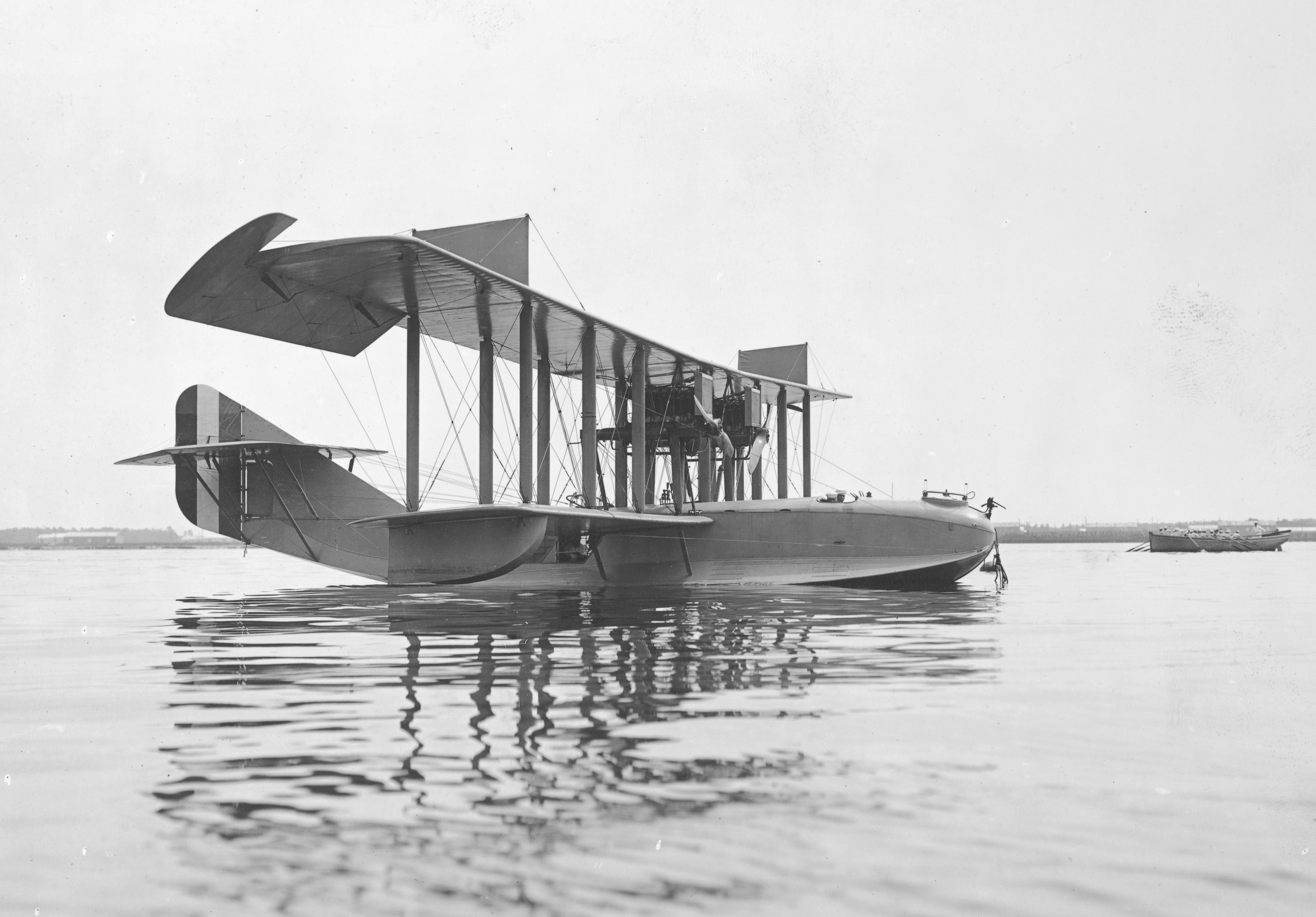
Le premier Naval Aircraft Factory F5L, le 24 juillet 1918.

John C. Porte avait pris le Curtiss H-12, une conception originale de l'Américain Glenn Curtiss, et l'avait développée en une série pratique d'hydravions à la base de Felixstowe (RNAS Felixstowe). Les ingénieurs de Felixstowe prirent ensuite leur F.5 et le redessinèrent avec une aérodynamique plus épurée, une coque plus solide utilisant du placage au lieu du lin, et des moteurs V12 de construction américaine Liberty L-12A de 330 ch (plus tard 400 ch) à la place des Rolls-Royce Eagle d'origine du F.5.
Le prototype fut construit et testé en Angleterre et la conception fut ensuite reprise en mars 1928 par la Naval Aircraft Factory, à Philadelphie, où d'autres modifications furent effectuées afin de rendre l'avion adapté aux méthodes de production américaines en temps de guerre. Cette version construite aux États-Unis fut également connue sous la désignation de Curtiss F5L et – dans le civil – Aeromarine 75.
Le F5L fut construit par la Naval Aircraft Factory (137 exemplaires), la Curtiss (60 exemplaires), et la Canadian Aeroplanes Ltd. (en) (30 exemplaires). Quelques-uns furent convertis pour une utilisation civile par Aeromarine Plane and Motor Company, en 1919.

## Carrière opérationnelle
Le F5L entra en service au sein de l'US Navy à la fin de la Première Guerre mondiale, et fut l'hydravion de patrouille maritime standard de la marine américaine jusqu'en 1928, lorsqu'il fut remplacé par son descendant le PN-12, également conçu par la Naval Aircraft Factory.
Dans le civil, l'Aeromarine 75 pouvait embarquer dix passagers et fut utilisé par la compagnie Aeromarine Airways (en) sur des vols reliant Key West à La Havane, transportant également les premiers courriers par voie des airs de l'United States Postal Service (USPS), sur des liaisons de New York City à Atlantic City et de Cleveland à Détroit.

## Utilisateurs
- Argentine :
  - Aviation navale argentine.
- Brésil :
  - Aviation navale brésilienne : Curtiss F5L
- États-Unis :
  - United States Navy ;
  - Aeromarine Airways (en).

## Accidents et incidents

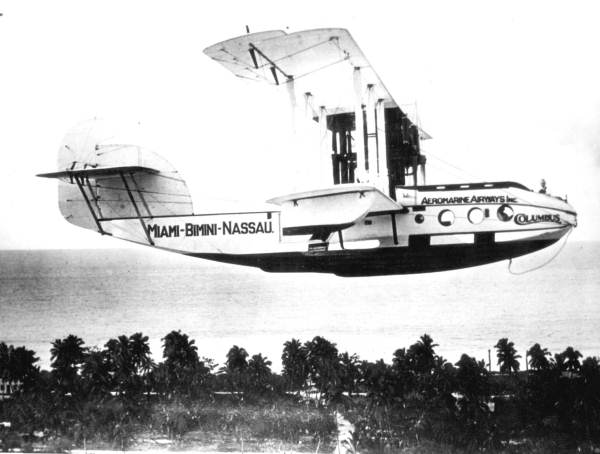
L'Aeromarine 75 Columbus, sur des vols réguliers dans les Caraïbes.

Le 13 janvier 1923, l'Aeromarine 75 Columbus fut victime d'une panne moteur pendant un vol reliant Key West à La Havane et dut amerrir dans le détroit de Floride, à 32 km de La Havane. Malmené par des vagues de 3 à 4,5 mètres de haut, sa coque commença à se remplir d'eau. Quatre passagers perdirent la vie, mais le ferry HM Flagler parvint à sauver les trois autres passagers et les deux membres d'équipage.

## De nos jours
Une coque et un flotteur d'un F5L de l'US Navy sont préservés au National Air and Space Museum (NASM), à Washington, D.C. La coque n'est que partiellement recouverte de bois et révèle sa structure interne. Les deux éléments sont actuellement en stockage et ne sont pas visibles du public,.

### Articles
- (en) J. M. Bruce, « The Felixstowe Flying-Boats (Part 1) », Flight International magazine, Flight Global / Archives, vol. 68, no 2445,‎ 2 décembre 1955, p. 842-846 (lire en ligne [PDF]).
- (en) J. M. Bruce, « The Felixstowe Flying-Boats (Part 2) », Flight International magazine, Flight Global / Archives, vol. 68, no 2447,‎ 16 décembre 1955, p. 895-898 (lire en ligne [PDF]).
- (en) J. M. Bruce, « The Felixstowe Flying-Boats (Part 3) », Flight International magazine, Flight Global / Archives, vol. 68, no 2448,‎ 23 décembre 1955, p. 929-932 (lire en ligne [PDF]).